# Katastrofa lotu Nature Air 9916
Katastrofa lotu Nature Air 9916 wydarzyła się w niedzielę 31 grudnia 2017 roku kilka minut po starcie z lotniska w Punta Islita w Kostaryce. Samolot Cessna 208 linii Nature Air ściął czubki drzew i uderzył w ziemię. Zginęło 12 osób znajdujących się na pokładzie. Przyczyna wypadku nie została wyjaśniona.

## Samolot
Samolotem, który uległ katastrofie, była 14-letnia Cessna 208 Caravan należąca do kostarykańskich linii lotniczych Nature Air, o numerze rejestracyjnym TI-BEI. Zanim maszyna dołączyła do floty Nature Air, należała do linii SANSA.

## Przebieg lotu
O godzinie 12:10 samolot wystartował z lotniska w Punta Islita w Kostaryce. Załogą dowodził kapitan Juan Manuel Retana, a drugim pilotem była Emma Ramos. Lot prowadził do stolicy Kostaryki – San José. Maszyna wystartowała z niewielkim opóźnieniem z powodu pogody. Po krótkim czasie warunki atmosferyczne pogorszyły się do tego stopnia, że samolot został zmuszony do lądowania na lotnisku w Tambor. Zaraz potem maszyna zaczęła ostro przechylać się na lewą stronę. Minutę później zahaczyła skrzydłem o czubki drzew i rozbiła się 140 mil od San José, zabijając wszystkie 12 osób znajdujących się na pokładzie. Przyczyna katastrofy nie została jeszcze wyjaśniona. Stany Zjednoczone obiecały władzom Kostaryki pomoc w jej wyjaśnieniu.

## Obywatelstwo załogi i pasażerów
| Kraj              | Pasażerowie | Załoga | Razem |
| ----------------- | ----------- | ------ | ----- |
| Stany Zjednoczone | 10          | –      | 10    |
| Kostaryka         | –           | 2      | 2     |
| Razem             | 10          | 2      | 12    |